# Allium erythraeum
Allium erythraeum là một loài thực vật có hoa trong họ Amaryllidaceae. Loài này được Griseb. mô tả khoa học đầu tiên năm 1846.